# 羅振方

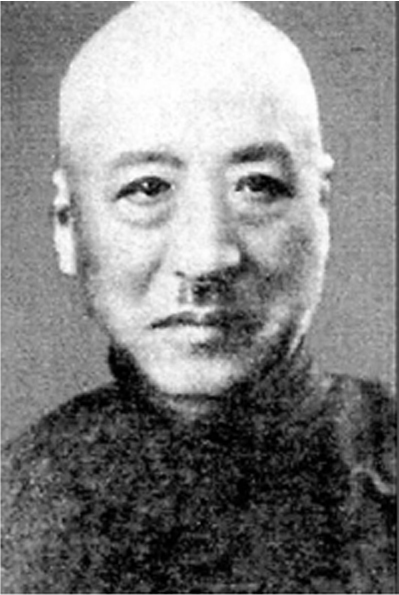

羅振方（1874年—1932年），字通甫，号节庵，浙江省紹興府上虞县人，中华民国政治人物。

## 生平
。他是清朝光绪壬寅补行庚子辛丑恩正并科举人。后来他曾任直隶州知州、奉天候补知县。此后，1905年（光緒31年），他任東三省留日学生監督。中華民国成立後的1912年（民国元年），他历任奉天省盐務司总務科科長、北京政府財政部佥事。翌年5月，他任直隷省熱河国税籌備处分处長。同年9月，他任農林部次長，一度代理農林总長。11月，他任東三省盐運使。1915年（民国4年）3月，他任北京盐務署督办。
1917年，京畿、直隶一带发生洪水，罗振方任直隶、京畿水灾河工坐办。1920年2月熊希龄任香山慈幼院院长，施今墨任副院长，10月施辞职，罗振方接任副院长。1922年2月，罗振方因病辞去副院长职务。罗振方病愈后，在山海关附近创办柳江煤矿，任总经理。1931年九一八事变发生，日本人将煤矿搞垮。
1932年，他因脑中风病逝。